# Terrassa en Comú
Terrassa en Comú (TEC), es una plataforma ciudadana, constituida en partido político, con el objetivo de presentarse a las elecciones municipales de 2015 en Tarrasa (España). Se trata de una candidatura resultado de un proceso de confluencia entre ciudadanos, grupos activistas locales y partidos políticos de la ciudad.

## Historia
Desde el mes de julio de 2014, un grupo de ciudadanos y ciudadanas de diferentes ámbitos de la vida política, social y cultural de Tarrasa empezaron a trabajar con el objetivo de organizar una candidatura electoral para las elecciones municipales de mayo de 2015. Esta candidatura adoptó el nombre de Guanyem Terrassa en un proceso análogo al de la ciudad de Barcelona.
El 15 de octubre de 2014 Guanyem Terrassa se presentó a la ciudadanía en un acto en el Vapor Ventalló. En al acto estuvieron presentes Xavi Martínez y Marc Grau (portavoces de Guanyem Terrassa), Rosa Garcia, moderadora del acto y Ada Colau, como invitada y portavoz de Guanyem Barcelona (ahora Barcelona en Comú).

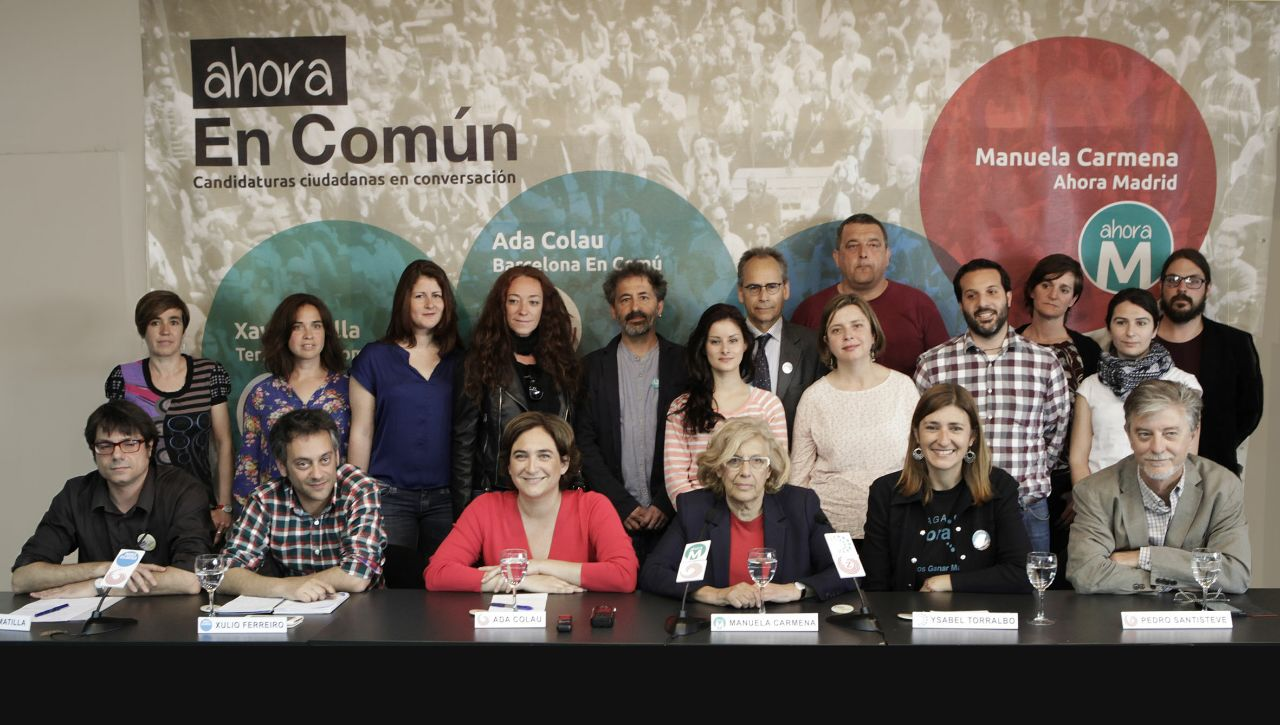
Candidatos a las alcaldías de Zaragoza, Tarrasa, La Coruña, Barcelona, Madrid y Málaga.

El 18 de febrero de 2015 Guanyem Terrassa pasa a denominarse Terrassa en Comú, tras meses de trabajo se presenta la candidatura con la participación de ciudadanos y también de organizaciones sociales y políticas de la ciudad: Podem, ICV, EUiA, Procés Constituent y la propia plataforma ciudadana Guanyem Terrassa. El 27 de febrero de 2015 se presenta públicamente la candidatura en el Centro Cívico de Ca n’Aurell de Tarrasa. En el acto se presenta una declaración conjunta donde se exponen los principios y puntos de partida acordados, así como la realización de elecciones primarias, que se realizan del 2 al 22 de marzo de 2015, para escoger a los candidatos y candidatas, siendo los inscritos los que escogerán las listas de TeC para las elecciones municipales.
El 12 de marzo de 2015 se realiza la primera presentación pública de la candidatura ciudadana en la Sala Faktoria d’Arts con la participación de Gemma Ubasart, Dolors Camats, Joan Josep Nuet, Xavier Domènech y Gerardo Pisarello, así como la de distintos participantes de Terrassa en Comú.
En las elecciones primarias para la elaboración de las listas electorales votaron 419 participantes de un censo de 652 persona abierto a todos los residentes de la ciudad, con edad superior a los 16 años. La candidatura de Xavi Matilla, compuesta por Marc Grau, Emiliano Martínez, Anna Rius, Rosa Garcia y Xavi Martínez fue votada por un 91 % de los votos, con un 8 % de votos en blanco y un 1 % de votos nulos.
Esta lista obtuvo 16 045 votos en las elecciones municipales del 24 de mayo de 2015 lo que significó un porcentaje del 19,24 % de los votos totales. Estos resultados posicionaron a TEC en la segunda posición por debajo del PSC.
En la actualidad, el grupo municipal de Terrassa en Comú está compuesto por las siguientes personas en cualidad de concejales: Xavi Matilla, Emiliano Martínez, Anna Rius, Xavi Martínez, Marta Muntanyola y Óscar Monterde.